# Стоян Енев (щангист)
Стоян Енев (роден на 6 юли 1989 г. във Варна) е български щангист. Европейски вицешампион.